# Pavia Calcio 1911
Il Pavia Calcio 1911 S.S.D. a r.l., meglio noto come Pavia, è una società calcistica italiana con sede nella città di Pavia. Milita in Serie D, la quarta divisione del campionato italiano
Fondata nel 1911 con la denominazione Associazione Calcio Pavia, nel corso dei decenni ha più volte mutato assetto sociale, incorrendo in scioglimenti, rifondazioni e fusioni. 
Nel corso della sua storia, la squadra pavese vanta quattro partecipazioni al campionato nazionale di Serie B (ultima delle quali nella stagione 1954-1955). Il palmarès include inoltre le vittorie di un campionato di Seconda Divisione, di un campionato di Serie C e di due campionati di Serie C2. Dal 1919 al 1922 ha disputato tre stagioni in Prima Categoria, l'allora massima serie del campionato calcistico.
Il colore sociale è l'azzurro. Disputa le partite di casa allo stadio Pietro Fortunati.
Attualmente occupa il 111º posto per la classifica perpetua della Serie B e il 76ª della graduatoria per la tradizione sportiva dei club calcistici secondo i criteri della FIGC.

## Storia

### Le origini del calcio a Pavia e la fondazione del club (1911)
Il calcio sbarca a Pavia nel 1907, con la fondazione della Goliardica, squadra nata intorno alla locale università; l'iniziativa non fu particolarmente seguita e durò quattro anni. La società sportiva nacque il 3 novembre 1911 con il nome di Pavia Football Club, grazie al lavoro di Emilio Piatti, Achille Pecci e Giovanni Ferrari; la presidenza venne affidata allo stesso Piatti e già alla costituzione la società contava più di trenta soci. Durante i primi mesi di vita il Pavia giocò solo partite amichevoli, delle quali ricordiamo le vittorie contro il Varese e contro il Savoia. La prima partita di cui si ha notizia è una vittoria ai danni del Casteggio per 3-0. Per ragioni economiche, si provvede quasi subito alla fusione con la Società Ginnastica Pavese ed al conseguente cambio di nome in Società Ginnastica Pavese - Sezione Calcio, nel 1912.
La fusione dura una sola stagione: partiti alcuni giocatori per la leva obbligatoria nella primavera 1913, la società si sfalda e l'attività calcistica ne risente. Staccatasi dalla Società Ginnastica Pavese e costituito un nuovo direttivo con il ragionier Cartasegna, l'avvocato Ferrari ed il ragionier Bianchi, la società ritorna alla vecchia denominazione Pavia F.B.C. iscrivendosi ai campionati lombardi FIGC. Rimediato un campo di fortuna, non rispondente agli standard prescritti per l'iscrizione alla Promozione, si è costretti a partire dalla Terza Categoria e dopo una vittoria all'esordio (4-0 all'Ausonia Pro Gorla) si perdono tutte le rimanenti partite, comprese quelle a cui il Pavia è costretto a dare forfait a causa della partenza per la leva militare di alcuni dei migliori giocatori. Il 22 marzo 1914 sul campo di Piazza d'Armi, in amichevole, il Pavia viene sconfitto dalla seconda squadra dell'Internazionale per quattro reti a tre. Terminato il primo marzo il campionato, Mario Calcagni dona alla società un terreno presso Pavia, in località San Giuseppe, che dopo appena 40 giorni vede sorgere lo Stadium. Viene inaugurato il 13 settembre 1914 con due gare amichevoli: in apertura si gioca Pavia-Enotria (1-2) e a seguire Internazionale-Genoa (2-2). L'avvenimento richiama la folla delle grandi occasioni.

### Dalla promozione in Prima Categoria al secondo dopoguerra (1914-1957)
Nel 1914 gli azzurri vengono ammessi al campionato di Promozione 1914-1915, grazie all'ottimo impianto sportivo omologato e alla garanzia di una notevole solidità finanziaria. La vittoria del torneo permette l'accesso in Prima Categoria. Dopo aver superato il girone eliminatorio per le finali, con la prima guerra mondiale alle porte ed alcuni giocatori già sul piede di partenza per il fronte, il Pavia precede in classifica l'Ausonia Pro Gorla e sbarca nella massima divisione calcistica. Passeranno, però, quattro anni prima di vedere il rinnovato A.C. Pavia tornare a calcare i campi di gioco, a causa della sosta forzata dei campionati per il conflitto mondiale.
Nel 1919 inizia l'avventura in Prima Categoria e, dopo due anni a buoni livelli, nel 1922 arriva la retrocessione, seguita nel 1924 dalla caduta in Terza Divisione regionale e dal definitivo e mesto ritiro dall'attività agonistica. Dopo un periodo di crisi, nel 1919 spuntano i nero-verdi dell'Arduino F.C., decisi a tenere alto il nome di Pavia nel mondo del pallone. Partiti dal campionato provinciale U.L.I.C., di successo in successo e rilevato il titolo sportivo del defunto Pavia (nel 1927), cambiando nome in Arduino Pavia F.C., giungeranno fino alla Seconda Divisione.

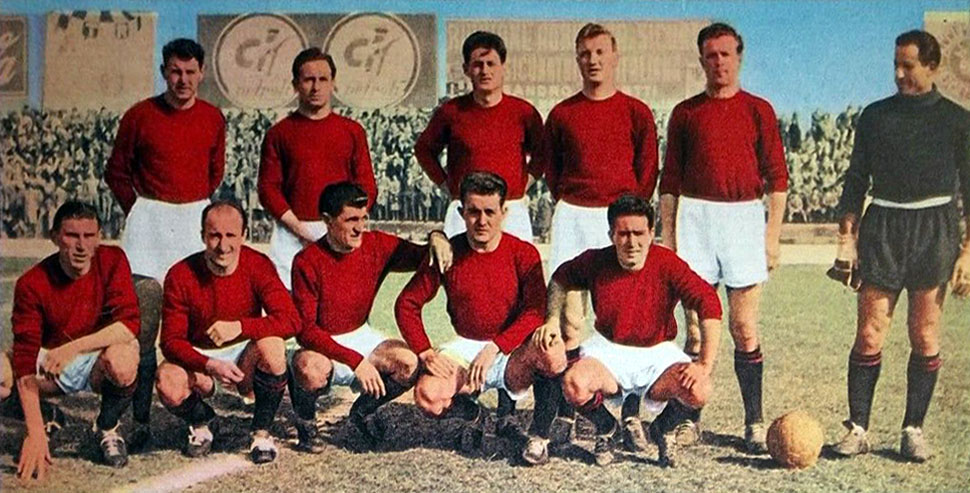
Il Pavia della stagione 1953-1954 con indosso la maglia granata sfoggiata nel secondo dopoguerra

Accanto all'Arduino nasce anche la S.S. Vittoria (maglia rosso-verde), sempre militante in Terza Divisione ed infine ammessa alla Seconda Divisione quando ormai la fusione tra le due compagini cittadine era praticamente decisa: è il 1928 quando torna a chiamarsi Pavia F.B.C.. Dal 1929 al 1935 la società è guidata dal presidente Angelo Nicolato. Gli obiettivi sono ambiziosi e l'approdo in Serie B nel 1933 ne è la prova; il campionato cadetto si rivela però troppo oneroso e nel 1935, per la seconda volta, nel pieno svolgimento del campionato, gli azzurri lasciano il mondo del calcio. A placare la sete di calcio giocato della città arriva, nel 1936-1937, l'Associazione Calcio Pavese Luigi Belli (maglia bianco-nera), che si stabilisce in Serie C fino al 1942 quando, a seguito della fusione con i cugini del Dopolavoro Aziendale Vittorio Necchi, squadra legata all'omonima impresa metalmeccanica con sede a Pavia (celebre soprattutto per le sue macchine per cucire), con la nuova denominazione di A.C. Pavia, si iscrive al campionato di Serie C 1942-1943.
Passando attraverso la seconda guerra mondiale ed il Torneo Benefico Lombardo 1944-1945, ritorna in Serie C, adottando le celebri maglie granata. In questo periodo è presidente della squadra il cavalier Pietro Fortunati; nel 1953 arriva la promozione in Serie B. Due campionati vedono i granata nella serie cadetta, prima del ritorno in Serie C. Tuttavia, dapprima avviene la retrocessione e il successivo 11 settembre 1957 l'A.C. Pavia si ritira dal campionato di Serie C per inadempienze economiche e si scioglie, venendo radiata dai ruoli federali FIGC.

### Dalla rifondazione del 1957 alla crisi degli anni novanta
Il calcio pavese rinasce a fine settembre 1957 con l'Unione Sportiva Pro Pavia che si affilia alla Lega Regionale Lombarda, fornendo le dovute garanzie per iscriversi al campionato di Prima Divisione 1957-1958.
Nel 1959 si aggiunge l'Associazione Sportiva Pavia, ridenominazione di un previgente club locale, mentre l'US Pro Pavia ritocca la sua ragione sociale in Football Club Pavia. Le due squadre si ritrovano nella neoistituita Prima Categoria, e nel 1960 convengono di unire gli sforzi procedendo alla fusione che permette all'Associazione Calcio Pavia di disputare la Prima Categoria 1960-1961. Bisognerà aspettare sei anni per rivedere il Pavia in Serie D: gli azzurri superano sul filo di lana l'Asti, ma la permanenza è molto breve, dato che l'annata successiva la società di via Alzaia si ritrova in Promozione dopo un campionato deludente. Le difficoltà, anche a livello societario dopo l'addio del cav. Fortunati, non mancano ma, con l'arrivo al timone di Mario Migliorini, si comincia ad intravedere uno spiraglio di luce.

Il Pavia della stagione 1986-1987 nella sua tradizionale divisa azzurra

Con il nuovo presidente ed il suo staff, nel campionato 1976-1977 arriva la promozione in Serie D, seguita l'anno dopo dal salto in Serie C che, proprio in quell'anno, si trasformerà in Serie C2. Gli azzurri trovano una loro dimensione e si stabilizzano nella nuova categoria; nella stagione 1983-1984, sotto la presidenza Riboni ed ai comandi del allenatore Villa, la squadra conquista la Serie C1, precedendo il Piacenza dopo un duello durato tutto l'arco del campionato. Il primo anno di permanenza nella nuova categoria si conclude a metà classifica, ma il secondo segna la retrocessione ed il ritorno in Serie C2. Gli azzurri ci riprovano e centrano la rivincita al primo colpo: solo l'Ospitaletto di Gigi Maifredi sopravanza gli azzurri, ma la seconda piazza significa ritorno immediato nelle terza serie nazionale. La stagione seguente è travagliata e solamente un gol di Ricky Massara alla Reggiana nell'ultima giornata di campionato sancisce la salvezza.
In estate il presidente Claudio Achilli viene squalificato a vita dalla FIGC con l'accusa di aver corrotto un giocatore del Fano in occasione della vittoriosa trasferta degli azzurri sul campo dei granata. Alla squadra vengono comminati cinque punti di penalizzazione, che ne sanciscono l'ennesima retrocessione. Ad Achilli subentra come presidente la moglie Giuseppina, detta Giusy, prima donna di sempre ad occupare la massima carica in una società calcistica professionistica italiana; in Serie C2, dopo un discreto quarto posto, arriva ancora la promozione dopo il secondo posto alle spalle del Siena, tra le cui riserve figura un giovanissimo Moreno Zocchi. L'ennesimo ritorno in C1 vede gli azzurri subire solo due sconfitte, rimediate nelle ultime due giornate di campionato da Venezia e Chievo, che impediscono al Pavia di approdare alla Coppa Italia insieme alle società di Serie A e B. L'anno successivo è agli antipodi del precedente: la squadra è rivoluzionata ed i pezzi migliori vanno in Serie A e B. Il risultato è un penultimo posto che rispedisce il sodalizio di via Alzaia in Serie C2.

Giusy Schiavio Achilli, presidente del Pavia dal 1988 al 1994 e prima donna a ricoprire tale ruolo nel calcio professionistico italiano

Dopo tre deludenti campionati in C2 vissuti tra la metà della classifica ed i play-out, al termine della stagione 1995-1996 sopraggiunge la retrocessione nel Campionato Nazionale Dilettanti dopo ben 18 anni passati tra i professionisti. La squadra viene ripescata per il campionato 1996-1997, ma, dopo qualche giornata in testa alla classifica, inizia un veloce declino. Si decide tutto ai play-out ed a sorridere è la Solbiatese, che condanna gli azzurri ai dilettanti e, stavolta, senza il salvagente del ripescaggio. Alla dirigenza, nel frattempo, ai coniugi Achilli è subentrato Walter Rampini, che prende in mano una situazione societaria complicata. Nell'ultima partita del Campionato Nazionale Dilettanti 1997-1998 contro l'Atletico Sirio, gli azzurri affondano: il gol di Facchetti non è sufficiente ed i sardi passano per 2-1. Il Pavia retrocede così in Eccellenza.

### Gli anni duemila
All'inizio del nuovo millennio, per la squadra pavese il rischio di sparire è quanto mai concreto: a salvare la situazione interviene la famiglia Calisti. Vengono ripianati i debiti ed il primo risultato concreto è la vittoria nel campionato di Eccellenza. Il compito di rifondare la squadra viene affidato al tecnico cremonese Marco Torresani, già vincitore a Fiorenzuola, Legnano e Montichiari, e al direttore sportivo pavese Massimo Londrosi. Il primo anno nel Campionato Nazionale Dilettanti vede l'arrivo di Omar Nordi, che diventerà il recordman di reti segnate in maglia azzurra. Il secondo posto è il prologo alla stagione dell'anno seguente: gli azzurri, con il trio Rossini-Nordi-La Cagnina, dominano la stagione ed in soli tre anni ritornano tra i professionisti.
L'obiettivo dichiarato per la stagione 2001-2002 è la promozione in Serie C1: dopo aver sfiorato i play-off al primo tentativo, la squadra di Torresani conquisterà l'obiettivo nella stagione seguente. La permanenza in terza serie tuttavia durerà soltanto una stagione, ma squadra viene comunque ripescata in Serie C1. Il Pavia chiuderà la Serie C1 2004-2005 al terzo posto in classifica, centrando la qualificazione ai play-off. In semifinale gli azzurri eliminano il Grosseto ma in finale verranno sconfitti dal Mantova, che vincerà sia la partita d'andata che quella di ritorno. L'anno successivo, con Torresani ancora confermato in panchina, nonostante una squadra profondamente rinnovata, i pavesi riescono a centrare ancora una volta i play-off. Avversario è il Monza di Giuliano Sonzogni: all'andata della semifinale un gol di Veronese illude gli azzurri, che verranno ripresi nel finale. Nella gara di ritorno si imporranno i brianzoli. Da ricordare, durante il campionato, la doppia sfida contro il Genoa, retrocesso dalla Serie B per illecito sportivo, che vede i grifoni imporsi per 1-0 nella gara d'andata al Ferraris, mentre la gara di ritorno al Fortunati è al centro di un singolare episodio dovuto alla bassa capienza dello stadio pavese ed alle conseguenti difficoltà nella gestione del numeroso pubblico genoano: su disposizione della prefettura, la gara viene prima posticipata di oltre un mese, poi viene imposto di disputarla a porte chiuse ed infine, dopo un ricorso, viene consentito di giocarla con il pubblico, concludendosi a reti inviolate.
Nella stagione 2006-2007, nonostante l'esonero dopo nove stagioni di Marco Torresani, succeduto da Massimo Morgia e dal tecnico della Berretti Amedeo Mangone, i lombardi retrocedono in Serie C2, rischiando anche il ritorno fra i dilettanti nella stagione seguente. Gli azzurri riusciranno a salvarsi eliminando nel doppio confronto dei play-out la Caravaggese. Decisiva, nel match di andata, la rete di Emanuele Giaccherini.
Nel campionato di Lega Pro Seconda Divisione 2008-2009, la squadra viene penalizzata di sei punti per una svista della società che, nell'acquisto di Michele Menicozzo, centrocampista prelevato dall'Alghero, non si accorge che il giocatore, in stato di diffida, era stato ammonito durante l'ultima giornata del campionato precedente. Deve quindi saltare una partita per squalifica. La pena non viene però scontata, essendo Menicozzo sempre in campo o in panchina. I primi ad accorgersene sono i trentini del Mezzocorona che, in occasione della gara contro il Pavia della terza giornata di ritorno, fanno ricorso al giudice sportivo che annulla la partita infliggendo agli azzurri uno 0-3 a tavolino. Altri cinque punti di penalizzazione vengono poi aggiunti alla pena. I lombardi tuttavia guadagneranno la salvezza all'ultima giornata.
Al termine della stagione 2008-2009, il Pavia Calcio sperimenta un avvicendamento al vertice: il socio di minoranza della famiglia Calisti, Pierlorenzo Zanchi, diviene azionista di maggioranza e presidente del club. I lombardi chiudono il campionato di Lega Pro Seconda Divisione 2009-2010 al quinto posto, qualificandosi per i play-off. Gli accoppiamenti decisi dai sorteggi assegnano agli azzurri lo Spezia, secondo in classifica, e battuto in campionato 2-0 al Fortunati. Nonostante ciò, i liguri si impongono per 1-0 nella gara d'andata giocata in Lombardia. Nella gara di ritorno lo Spezia si imporrà con lo stesso risultato.

### Gli anni duemiladieci: dall'acquisizione cinese al fallimento
Ad agosto il Pavia viene ripescato per occupare posti lasciati vuoti da alcune società fallite che militavano nella ex Serie C1, riuscendo quindi a risalire in Prima Divisione dopo tre anni di assenza. I lombardi vengono inseriti nel girone A della Lega Pro Prima Divisione 2010-2011. A marzo la squadra si ritrova in zona play-out. Dopo la sconfitta rimediata sul campo del Ravenna, viene esonerato l'allenatore Gianluca Andrissi ed al suo posto subentra l'allenatore della Berretti ed ex capitano della squadra Benito Carbone, alla sua prima esperienza sulla panchina di una prima squadra. Carbone esordisce con una vittoria interna contro il Pergocrema. In seguito la sconfitta sul campo del Südtirol condanna i pavesi ai play-out. All'ultima giornata, però, il Ravenna, piazzato appena sopra il Pavia e la zona a rischio, riceve sette punti di penalizzazione che lo costringono a disputare i play-out, e di conseguenza il Pavia supera la squadra romagnola di una posizione e si salva direttamente.
Ancora prima dell'inizio del campionato successivo, l'allenatore Benny Carbone lascia l'incarico per tentare un'avventura in Serie B sulla panchina del Varese. In sua sostituzione viene chiamato Manuele Domenicali, che verrà esonerato alla nona giornata in seguito ad una serie di prestazioni deludenti. Al suo posto viene chiamato Rosario Pergolizzi. Dopo cinque sconfitte consecutive, anche Pergolizzi sarà costretto alle dimissioni, venendo sostituito in panchina prima da Claudio Sangiorgio e poi da Giorgio Roselli, che riuscirà a traghettare gli azzurri alla disputa dei play-out. L'avversario di turno è la SPAL, regolata nel doppio confronto, grazie al quale i pavesi riescono a raggiungere la salvezza. La stagione 2012-2013 riparte con alcuni punti fermi rispetto alla precedente, in particolare con la riconferma del tecnico Giorgio Roselli. Il Pavia, dopo aver concluso al quinto posto il girone d'andata, termina all'11º posto con 40 punti, a -11 dalla zona play-off e a +2 da quella play-out.
Il campionato di Lega Pro Prima Divisione 2013-2014 non prevede retrocessioni in Seconda Divisione, a causa della riforma che prevede la riorganizzazione del calcio professionistico in una terza serie nazionale unica dalla stagione successiva. La squadra azzurra viene rivoluzionata: della rosa dell'anno precedente rimangono pochi calciatori e Roselli viene sostituito come allenatore da Alessio Pala. Nonostante tre avvicendamenti in panchina, gli azzurri terminano il torneo all'ultimo posto in classifica.
Il 4 luglio 2014 il presidente Pierlorenzo Zanchi, che già nel precedente mese di febbraio aveva espresso l'intenzione di cedere la società, ufficializza la vendita del Pavia al cinese Xiadong Zhu, presidente del fondo Pingy Shanghai Investment. Al termine della stagione 2014-2015 il Pavia si piazza terzo in campionato, dopo una lotta con Bassano e Novara, raggiungendo i play-off, dove però viene eliminato dal Matera al primo turno, dopo essere inizialmente passato in vantaggio.
L'anno successivo il Pavia si piazza al nono posto in classifica, ma di lì a poco la proprietà cinese annuncia il disimpegno: il club passa, per la cifra simbolica di un euro, nelle mani dell'imprenditore romano Alessandro Nuccilli, che però non riesce a completare l'iscrizione al campionato di Lega Pro 2016-2017. L'A.C. Pavia viene pertanto radiata dalla FIGC ed estromessa dai campionati nazionali; il fallimento societario viene irrogato dal Tribunale di Pavia nel successivo mese di ottobre.

### Gli anni difficili nel dilettantismo
Preso atto della fine delle attività del vecchio sodalizio, nell'estate 2016 il sindaco di Pavia Massimo Depaoli ottiene dalla FIGC il diritto di fondare una nuova società, denominata Football Club Pavia 1911 Società Sportiva Dilettantistica, che eredita la tradizione sportiva azzurra. Dopo una fase iniziale in cui la presidenza viene retta ad interim dal sindaco stesso, a capo del sodalizio arrivano Cristina Rasparini e Giacomo Brega, imprenditori nel settore tessile, coadiuvati da Tiziano Pacchiarotti, titolare di un'impresa edile.
Fallita la domanda d'iscrizione al campionato di Serie D, il rifondato club azzurro riparte dall'Eccellenza, venendo ammesso in sovrannumero al girone A.
Affidato alla guida tecnica di Francesco Buglio, il "nuovo Pavia" si colloca stabilmente ai vertici del proprio girone, lottando fino all'ultima giornata per il primo posto e l'accesso diretto in Serie D, che però perde per soli 2 punti in favore dell'Arconatese; avendo tuttavia un vantaggio superiore ai 9 punti nei confronti del Verbano (terzo classificato), la squadra azzurra entra direttamente alla fase nazionale dei play-off promozione. Dopo aver superato il Vado in semifinale, il Pavia si assicura il passaggio di categoria aggiudicandosi la finale contro il Calcio Romanese: il doppio confronto si risolve in un pareggio interno e una vittoria esterna a Romano di Lombardia, decisa dalle reti di Bertocchi e Carollo.
Tra giugno e luglio 2017 la società incontra delle difficoltà legate alla gestione dello stadio Pietro Fortunati, il cui manto erboso, rimasto a lungo privo di cure nell'estate 2016 dopo il fallimento della società a presidenza cinese, si presenta ormai gravemente danneggiato, impedendo di giocarvi al meglio e in condizioni di sicurezza. In aggiunta, scaduta la deroga temporanea con cui il club aveva ottenuto in usufrutto gratuito l'arena un anno prima, il municipio pavese presenta al F.C. Pavia 1911 una proposta di rinnovo della concessione, oltre alla quale si richiede il pagamento del canone di gestione e delle bollette arretrate per la stagione 2016-2017, per un totale di 63.600 euro circa. Ne nasce un braccio di ferro tra società e comune, con la prima che lamenta un eccessivo rincaro delle tariffe rispetto alla convenzione vigente con il "vecchio Pavia" fallito nel 2016, nonché difficoltà legate a interruzioni dell'erogazione di elettricità allo stadio, mentre il sindaco Depaoli ribatte di aver semplicemente formalizzato degli atti legalmente dovuti, offrendo alla società ogni possibile agevolazione sul piano economico-gestionale. L'accordo viene infine raggiunto l'11 luglio, quando la presidente Rasparini riesce a pagare gli arretrati legati alla stagione precedente, mantenendo la gestione dello stadio pavese per un altro anno nelle mani del F.C. Pavia 1911, che può così iscriversi tranquillamente alla Serie D. Ai primi di agosto vengono quindi avviati i lavori di rizollatura dello stadio Fortunati, finanziati direttamente dal club.
Inserito nel girone A del campionato di Serie D 2017-2018, il Pavia, affidato alla guida tecnica dell'ex giocatore azzurro Omar Nordi, già artefice della vittoria dello scudetto Allievi Nazionali Lega Pro 2015-2016, mostra un rendimento altalenante e si attesta nelle zone medio-basse della classifica, trovandosi a volte anche in zona play-out/retrocessione; una maggiore continuità di risultati nel girone di ritorno consente comunque agli azzurri di centrare la salvezza diretta con una giornata d'anticipo sulla fine della stagione regolare, grazie alla vittoria per 1-0 ottenuta il 29 aprile 2018 nel derby provinciale con l'OltrepoVoghera. Giocatore determinante si rivela l'attaccante Massimo Ganci, capocannoniere della rosa pavese con 16 reti (fra cui quella decisiva per il mantenimento della categoria).
Nell'estate 2018 l'imprenditore italo-americano Massimiliano Pincione, ex patron del Grosseto, si presenta in cordata con alcuni soci per rilevare la società; dopo alcuni mesi di trattative, l'offerta d'acquisto (quantificata dai proponenti in 300.000 euro) viene respinta dal gruppo dirigente, che non la ritiene sufficientemente solida.
Per la stagione 2018-2019, la compagine azzurra viene inserita nel girone D della massima serie dilettantistica e, al posto di Omar Nordi, accasatosi al Sondrio neopromosso, la società ingaggia l'argentino Patricio D'Amico. Nella prima fase di campionato la squadra mostra un buon andamento, insediandosi stabilmente nelle posizioni di vertice, inanellando tuttavia, sul finire del girone di andata, una serie di risultati negativi che la fanno scivolare sul fondo della classifica. La situazione culmina, dunque, con l'esonero dell'allenatore, che viene sostituito da Alessandro Sisti, tecnico della Juniores, il quale, senza riuscire ad invertire il trend negativo, viene a sua volta sostituito da Ernestino Ramella; la gestione del tecnico pavese è fallimentare, al punto che, dopo sole 4 giornate, decide di dimettersi dall'incarico, portando alla quarta nomina stagionale, ossia quella di Daniele Di Blasio, azionista societario di minoranza, che rileva un Pavia a rischio retrocessione. Nel corso della sua permanenza, pur avendo a disposizione poche giornate, Di Blasio riesce prima ad evitare il declassamento diretto e poi ad accedere ai play-out nella miglior posizione possibile. L'avversario di turno è il San Marino, che si impone 0-1 al Fortunati, condannando così i padroni di casa al ritorno, a soli due anni dalla promozione, nella massima categoria regionale.
Dopo la retrocessione in Eccellenza, seguono tre stagioni complicate per il Pavia (frattanto passato di mano all'imprenditore italo-svizzero Giuseppe Nucera, che ripristina la denominazione AC Pavia e ottiene l'utilizzo del logo storico col "Milò" dall'associazione dei tifosi Sioux Pavia), che per due volte si trova a metà classifica (piazzandosi all'undicesimo e al settimo posto) e nel 2021-2022 rischia finanche la retrocessione in Promozione, evitata solo grazie alla vittoria ai play-out contro il BaSe 96 Seveso, sconfitto per 1-3 all'andata e per 2-1 al ritorno. L'anno seguente gli azzurri tornano ai vertici, ma si trovano la strada sbarrata dalla Vogherese, che dopo un testa a testa li sopravanza e centra la risalita in Serie D, mentre il Pavia esce dai play-off per la promozione già nel turno regionale per mano dell'Oltrepò Broni. Nella stagione 2023-2024, dopo una partenza negativa, nel mese di novembre la squadra conquista il primo posto ma, a causa di un flessione nel girone di ritorno, concluderà il campionato al terzo posto, uscendo al primo turno dei play-off contro l'Ardor Lazzate.
Nell'estate 2024 l'associazione dei tifosi Sioux Pavia, insoddisfatta per l'andamento del club, decide di non rinnovare il contratto di utilizzo del marchio storico del Pavia alla società di Giuseppe Nucera, che si dota pertanto di un nuovo logotipo. La contestazione dei tifosi si estende anche all'utilizzo della denominazione "Associazione Calcio Pavia", sicché il 13 dicembre 2024, in risposta a un'azione legale iniziata dai Sioux, la società annuncia il cambio di denominazione in Pavia Calcio 1911 a decorrere dal 1º gennaio 2025. Alla fine della stagione 2024-2025, le neonata Pavia Calcio 1911 conquista sul campo la promozione in Serie D.
A seguito della collaborazione tra l'associazione Sioux Pavia APS e la società S.S.D. Athletic Pavia, nell'estate del 2025 la società pavese con sede in Via Stafforini ha cambiato denominazione legale e Federale in A.C. PAVIA S.S.D. facendo rinascere la squadra cittadina bianco-azzurra utilizzante il logo storico ovale di proprietà dell'associazione Sioux Pavia APS (acquistato nell'Ottobre del 2019 all'asta fallimentare della società A.C PAVIA). Per la stagione 2025/2026 l'A.C. PAVIA ripartirà dalla Prima Categoria.

## Colori e simboli

### Colori
Il colore sociale del Pavia è storicamente l'azzurro, al quale il sodalizio è legato fin dalla sua fondazione nei primi anni 1910.
Esso non fu tuttavia l'unico colore indossato nel corso dei decenni dai calciatori pavesi: dal 1924 al 1928, essendo rimasto inattivo il Pavia Foot Ball Club, la città fu rappresentata calcisticamente dall'Arduino Pavia, sodalizio nato nel 1921 e adottante i colori sociali nero e verde.
Nel 1936 l'eredità del Pavia FBC venne raccolta dall'Associazione Calcio Pavese Luigi Belli, i cui colori furono bianco e nero; tale fase durò fino al 1942, allorquando l'ACP Luigi Belli si fuse con la concittadina Dopolavoro Aziendale Vittorio Necchi, permettendo la fondazione dell'Associazione Calcio Pavia, che scelse come colore il granata.
Attorno ai primi anni 1960 si optò per il recupero delle consuete casacche azzurre, che da allora i pavesi hanno ininterrottamente vestito.
La maglia interna del Pavia è dunque di norma impostata su una base monocroma azzurra o blu, con finiture di norma bianche. Non sono tuttavia mancate sperimentazioni peculiari, quale ad esempio la casacca inquartata in bianco e blu con "palo" centrale rosso caricato della croce bianca (simbolo cittadino) adottata nella stagione 2013-2014, o ancora il template palato in uso nei primi anni 1990.
Nella scelta dello stile di seconda e terza maglia (laddove ne viene previsto l'utilizzo) si osserva talora un recupero dei colori sociali adottati in determinati periodi del passato (quali verde, rosso o granata), talaltra l'adozione di semplici colori "di contrasto" volti a staccarsi con nettezza dalla prima divisa (ad esempio bianco o giallo).

### Simboli ufficiali
I simboli iconicamente legati al Pavia sono lo stemma araldico cittadino (di rosso alla croce d'argento), la biscia Milò (adattamento locale del biscione, emblema storico della famiglia Visconti, egemone a Pavia nel XIV secolo) e la Minerva (grande statua eretta nell'omonima piazza cittadina ai primi del XX secolo).

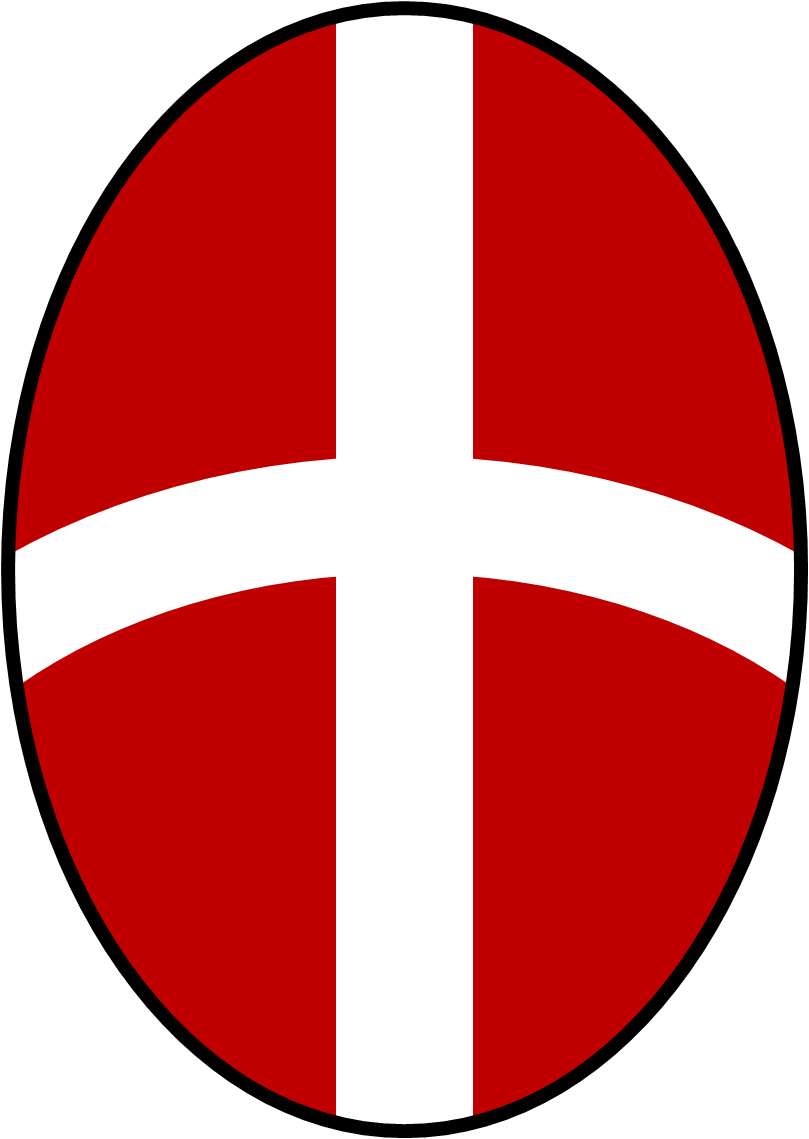
Lo stemma araldico del comune di Pavia
Lo stemma cittadino in uso nel XIV secolo, col biscione visconteo
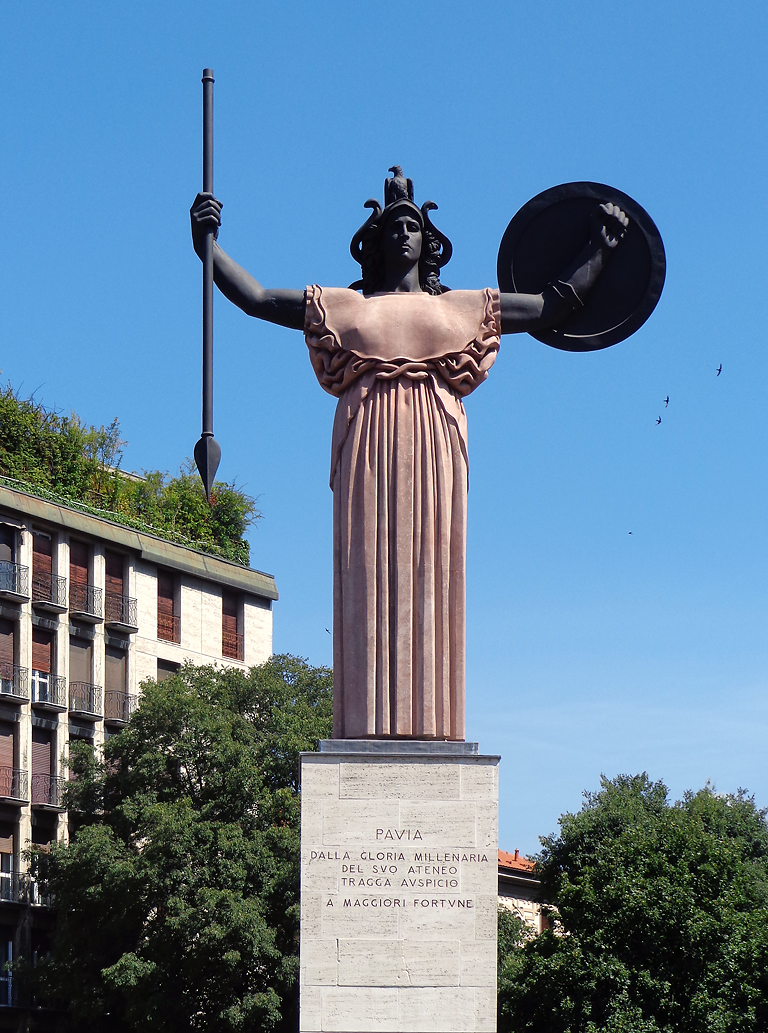
La statua della Minerva di Pavia

#### Stemma
I suddetti sono dunque gli elementi connotanti gli stemmi che il Pavia si è dato a partire dalla seconda metà del XX secolo.
Nel 1960, a seguito della fusione tra F.B.C. Pavia e A.S. Pavia, la neofondata A.C. Pavia adottò come emblema sociale un ancile tripartito verticalmente: a sinistra su fondo azzurro era impressa verticalmente (seguendo la curva dello scudo) la denominazione societaria a caratteri stampatelli bianchi, mentre nel cantone di mezzo appariva la croce bianca su fondo rosso (mutuata dal simbolo araldico pavese) e in quello di destra il serpente Milò.
Di tale simbolo sono state declinate due versioni, che si distinguono per l'impiego di diverse tonalità di azzurro e di differenti caratteri tipografici.
Nel 2016, a seguito del fallimento dell'A.C. Pavia (il cui logo venne rilevato dall'associazione Sioux Pavia, espressione della tifoseria azzurra) e della fondazione del F.C. Pavia 1911 S.S.D., è stato adottato un nuovo emblema, che mantiene l'impostazione ovale tripartita del precedente, ma con alcune modifiche: la nuova denominazione sociale è inscritta in posizione centrale e con un carattere più spesso, la croce bianca appare rimpicciolita e spostata verso il basso, lasciando spazio nella parte superiore al volto della statua della Minerva (celebre monumento pavese), mentre nel cantone di destra scompare il Milò. Tale stemma viene leggermente modificato nel 2017: è stato modificato il carattere delle scritte, scurito l'insieme della gamma cromatica, eliminato il cantone bianco di destra e ridisegnata la testa di Minerva in modo più accurato, colorandola di rosso su fondo bianco.
Nel 2020 la società ha ottenuto il diritto di avvalersi nuovamente del logo storico dell'A.C. Pavia, concesso in comodato dall'associazione Sioux Pavia, la quale ha però poi revocato tale atto nel 2024. Di conseguenza, nella stagione 2024-2025 la società si è dotata di un nuovo logotipo, incentrato sul solo monogramma ACP (a lettere maiuscole azzurre), corredato dall'anno di fondazione e dallo scudo crociato simbolo della città.

Il logo dell'A.C. Pavia adottato nel 1960
Il primo logo adottato durante la stagione 2016-2017
Logo adottato dal 2017 al 2020
Variante del logo adottata fino al fallimento del 2016 e nuovamente dal 2020 al 2024
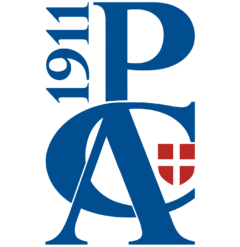
Logo adottato dalla stagione 2024-2025

#### Inno
Inno ufficiale della squadra è il brano I nostri eroi, scritto e musicato dal duo di cabarettisti e musicisti vogheresi Luca Bergamaschi e Maurizio Feninno (comunemente noti come La Chitarrata).

## Strutture

### Stadio
Tra i primi impianti interni del club vi fu lo Stadium pavese, inaugurato ufficialmente il 13 settembre 1914 presso la località San Giuseppe. Esso disponeva di un campo erboso circondato da una pista in cemento per gare ciclistiche e motoristiche, ospitando inoltre occasionalmente gare di atletica, di ginnastica e di tiro a volo. Venne demolito nel 1930.
Già nel 1929 il Pavia lo abbandonò in favore del nuovo campo sportivo comunale, realizzato nelle vicinanze del Naviglio Pavese, accanto al civico tiro a segno nazionale; nel 1991 l'impianto, più volte rimaneggiato e ristrutturato, venne intitolato alla memoria del defunto presidente del club Pietro Fortunati.
Dopo un braccio di ferro con il comune di Pavia, che ha negato l'utilizzo dello stadio alla società in virtù del mancato pagamento dei debiti contratti negli anni precedenti, il 10 luglio 2019 la nuova proprietà ha ufficializzato un accordo per usufruire, durante la stagione 2019-2020, in occasione delle gare interne, del Campo Sportivo Comunale di Trezzano sul Naviglio, lasciando così il Fortunati fino alla successiva stagione, quando il sodalizio, dopo la risoluzione della vertenza che vedeva impegnate proprietà del club ed amministrazione comunale, ha potuto ottenere nuovamente l'usufrutto dello stadio casalingo.

### Centro di allenamento
La squadra si allena nel centro sportivo Cittadella Azzurra, annesso allo stadio comunale. Costruito in contemporanea al suddetto impianto, è stato più volte ampliato nel corso dei decenni: dispone di tre campi da calcio a 11 (due in erba naturale, l'altro in sintetico), due campi a 7 in sintetico e una palestra coperta. Esso è inoltre sede delle selezioni giovanili del Pavia.

## Società

### Organigramma societario
Di seguito l'organigramma della società relativo alla stagione 2021-2022:
- Giuseppe Nucera - Presidente
- Antonio Dieni - Direttore Generale
- Ivan Zampaglione - Direttore Sportivo
- Paolo Giardini - Segretario Prima Squadra, Juniores e Team Manager Prima Squadra
- Alexandro Dossena - Responsabile Tecnico Settore Giovanile
- Andrea Invernizzi - Responsabile Comunicazione e Marketing
- Thomas Grecchi - Responsabile Ufficio Stampa
- Walter Caselli - Responsabile Area Medica
- Wilma Bernini - Segreteria Amministrativa
- Massimo Mensi - Segreteria Sportiva
- Laura Viscomi - Segreteria - Store
- Andrea Peluso - Responsabile Settore Giovanile
- Roberto Bergamaschi - Responsabile Scuola Calcio
- Enzo Evangelista - Responsabile Scouting
- Coco Caruana - Magazziniere Prima Squadra

### Sponsor
Di seguito la cronologia di sponsor e fornitori tecnici del Pavia:
| Cronologia degli sponsor tecnici - ?-2013 Legea - 2013-2015 Garman - 2015-2016 Joma - 2016-2020 Kappa - 2020-2021 Mizuno - 2021-2022 Acerbis - 2022-2023 Acerbis - 2023-2024 Legea | Cronologia degli sponsor ufficiali - 1998-2005 Riso Scotti - 2005-2008 Banca Regionale Europea (BRE Banca) - 2008-2009 Riso Scotti - 2009-2013 Nadirex - 2013-2015 non presente - 2015-2016 La Versa Viticoltori, Lombarda Multiservice - 2016-2018 non presente - 2018-2019 Edimes - 2022-2023 Melca Srl - 2023-2024 Riso Scotti - Fratelli Dellafiore - Melca - Carrefour - |

### Settore giovanile
Il maggior successo sportivo ottenuto da una squadra giovanile azzurra è costituito dallo scudetto di categoria Allievi Nazionali Lega Pro, vinto nella stagione 2015-2016.
Di seguito l'organigramma del settore giovanile pavese relativo alla stagione 2021-2022:
- Gianluca Beretta - Allenatore Juniores Elite

## Allenatori e presidenti
- 1913-1914  Commissione tecnica
- 1914-1915  Commissione tecnica (Cattaneo, Vigorelli, Preti)
- 1915-1919 Inattivo
- 1919-1920  Commissione tecnica (Cattaneo, Ferrari, Palestra)
- 1920-1921  Commissione tecnica (Cazzani, De Paoli, Sfondrini)
- 1921-1922  Carlo Ratti
- 1922-1923  Commissione tecnica (Sfondrini, Vigorelli, Zighetti)
- 1923-1924  Commissione tecnica
- 1927-1928 ...
- 1928-1929  Antonio Villani
- 1929-1930  Nino Resegotti (1ª-?ª)
 Commissione tecnica (Preti, Rusconi, Palestra) (?ª-30ª)
- 1930-1932  Mihály Balacics
- 1932-1933  Aldo Cevenini
- 1933-1934  Mihály Balacics
- 1934-1935  Giovanni Bolzoni
- 1935-1937 ...
- 1937-1938  Engelbert König
- 1938-1939  Valentino Sala
- 1939-1940  Federico Munerati
- 1940-1941  Amedeo Lissi
- 1941-1942  Giuseppe Marchi
- 1942-1943  Pietro Andreoli
- 1943-1944  Azzoni
- 1944-1945  Giovanni Ferrari
- 1945-1946  Umberto Zanolla
- 1946-1947  Giuseppe Grigoli
- 1947-1948  Federico Munerati
- 1948-1950  Carlo Alberto Quario
- 1950-1951  Alfredo Foni (1ª-?ª)
 Oreste Barale (?ª-38ª)
- 1951-1952  Oreste Barale (1ª-?ª)
 Giovanni Brezzi (?ª-34ª)
- 1952-1953  Giovanni Brezzi
- 1953-1956  Gipo Poggi
- 1956-1957  Luigi Vianello
- 1957-1961 ...
- 1961-1962  Fabiano (1ª-?ª)
 Zanollo (?ª-34ª)
- 1962-1964 ...
- 1964-1966  Emilio Zanotti
- 1966-1967  Felice Arienti (1ª-?ª)
 Pietro Magni (?ª-34ª)
- 1967-1968  Mario Trezzi (1ª-?ª)
 Pietro Magni (?ª-38ª)
- 1968-1970  Giuseppe Zibetti
- 1970-1973  Carlo Alberto Quario
- 1973-1975  Galimberti
- 1975-1976 ...
- 1976-1979  Luigi Bisleri
- 1979-1980  Dino Dolci
- 1980-1981  Giuseppe Longoni
- 1981-1982  Franco Rondanini
- 1982-1983  Bruno Baveni
- 1983-1985  Ernesto Villa
- 1985-1986  Ernesto Villa (1ª-?ª)
 Giancarlo Cella (?ª-34ª)
- 1986-1988  Gianni Bui
- 1988-1989  Gian Piero Ghio
- 1989-1990  Giorgio Campagna
- 1990-1991  Giovanni Meregalli
- 1991-1992  Giovanni Meregalli (1ª-?ª)
 Gianni Bui (?ª-34ª)
- 1992-1994  Giampaolo Chierico
- 1994-1995  Carlo Garavaglia (1ª-?ª)
 Massimo Morgia (?ª-34ª e play-out)
- 1995-1996  Massimo Morgia
- 1996-1997  Giorgio Campagna (1ª-11ª)
 Carlo Soldo (12ª-34ª e play-out)
- 1997-1998  Riccardo Ferri (1ª-14ª)
 Enrico Lanzi (15ª-?ª)
 Maurizio Codogno[56] (?ª-34ª)
- 1998-2006  Marco Torresani
- 2006-2007  Marco Torresani (1ª-17ª)
 Massimo Morgia (18ª-34ª)
- 2007-2010  Amedeo Mangone
- 2010-2011  Gianluca Andrissi (1ª-26ª)
 Benito Carbone (27ª-34ª)
- 2011-2012  Manuele Domenicali (1ª-9ª)
 Rosario Pergolizzi (10ª-15ª)
 Claudio Sangiorgio (16ª-20ª)
 Giorgio Roselli (21ª-34ª e play-out)
- 2012-2013  Giorgio Roselli
- 2013-2014  Alessio Pala (1ª-12ª)
 Marco Veronese (13ª-16ª)
 Patrizio Bensi (17ª-30ª)
- 2014-2015  Riccardo Maspero (1ª-37ª)
 Giovanni Vavassori (38ª e play-off)
- 2015-2016  Michele Marcolini (1ª-15ª)
 Stefano Rossini (16ª)
 Fabio Brini (17ª-26ª)
 Stefano Rossini (27ª-34ª)
- 2016-2017  Francesco Buglio
- 2017-2018  Omar Nordi
- 2018-2019  Patricio D'Amico (1ª-21ª)
 Alessandro Sisti (22ª-25ª)
 Ernestino Ramella (26ª-29ª)
 Daniele Di Blasio (30ª-34ª e play-out)
- 2019-2020  Daniele Di Blasio (1ª-4ª)
 Giuliano Melosi (5ª-15ª)
 Daniele Di Blasio (16ª-21ª)
- 2020-2021  Fabio Nisticò
- 2021-2022  Omar Albertini (1ª-10ª)
 Giuseppe Fiorito (11ª-20ª)
 Fabio Andolfo (21ª-24ª)
 Giuseppe Fiorito (25ª-30ª e play-out)
- 2022-2023  Maurizio Tassi (1ª-30ª)
 Benito Carbone (31ª-34ª e play-off)
- 2023-2024  Benito Carbone (1ª-4ª)
 Stefano Civeriati (5ª-27ª)
 Stefano Bellinzaghi (28ª-34ª e play-off)
- 2024-  Stefano Bellinzaghi

- 1913-1914  Eugenio Giorgi
- 1914-1915  Adriano Valenti
- 1915-1919 Inattivo
- 1919-1922  Eugenio Giorgi
- 1922-1924  Carlo Alberizzi
- 1924-1928 ...
- 1928-1929  Celestino Palestra
- 1929-1935  Angelo Nicolato
- 1936-1937 ...
- 1937-1939  Agostino Rimaroli
- 1939-1941  Alfredo Gusmaroli
- 1941-1942  Casati
- 1942-1945  Eugenio Pravettoni
- 1945-1949  Mario Vigoni
- 1949-1950  Franco Quario
- 1950-1952  Gino Gruppi
- 1952-1957  Pietro Fortunati
- 1957-1966 ...
- 1966-1968  Ettore Fasani
- 1968-1973  Pietro Fortunati
- 1973-1983  Mario Migliorini
- 1983-1986  Edoardo Riboni
- 1986-1988  Claudio Achilli
- 1988-1994  Giusy Schiavio Achilli
- 1994-1998  Walter Rampini
- 1998-2009  Secondino Calisti
- 2009-2014  Pierlorenzo Zanchi
- 2014-2015  Xiaodong Zhu
- 2015-2016  Xiandong Zhu
 Alessandro Nuccilli
- 2016-2017  Massimo Depaoli[57]
 Cristina Rasparini[58]
- 2017-2019  Cristina Rasparini
- 2019-  Giuseppe Nucera

## Calciatori
A Pavia sono transitati diversi calciatori destinati a carriere sportive di successo nazionale e internazionale (sia nel calcio giocato che in veste di allenatori e dirigenti), quali Massimiliano Allegri, Fabio Paratici, Massimo Crippa, Roberto Rambaudi, Frederic Massara, Riccardo Meggiorini, Mirko Valdifiori, Francesco Acerbi, Leonardo Pavoletti, Gianluca Di Chiara, Joelson ed Emanuele Giaccherini.
Inoltre per tre stagioni ha vestito la maglia azzurra Benito Carbone, che a Pavia ha sia concluso la sua carriera da calciatore sia iniziato quella da allenatore. Dall'estate 2005 al gennaio 2007 ha difeso la porta azzurra Fabrizio Casazza, portiere con svariate presenze in massima serie.

### Capitani
- ... (1911-1998)
- Fabio Ardizzone (1998-2001)
- Luciano Dondo (2001-2003)
- Omar Nordi (2003-2004)
- Paolo Sciaccaluga (2004-2006)
- Benito Carbone (2007-2010)
- Aldo Preite (2010-2011)
- Lorenzo Carotti (2011-2012)
- Andrea Soncin (2014-2015)
 Lorenzo Carotti
- Davide Facchin (2015-2016)
- Christian Mangiarotti[59] (2016-2017)
- David Simoncini[60] (2017-2018)
- Andrea De Toni (2018-2019)
- Massimo Piscopo (2019-2020)
- Andrea Ottonello (2020-2022)
- Jacopo Concina (2023-oggi)

## Palmarès

### Competizioni nazionali
- Serie C: 1

1952-1953

### Competizioni interregionali
- Seconda Divisione: 1

1928-1929 (girone C)
- Serie C2: 2

1983-1984 (girone B), 2002-2003 (girone A)
- Serie D: 3

1966-1967 (girone A), 1977-1978 (girone B), 2000-2001 (girone B)

### Competizioni regionali
- Eccellenza: 2

1998-1999 (girone B), 2024-2025 (girone A)
- Promozione: 2

1914-1915, 1976-1977 (girone C)
- Prima Categoria: 1

1960-1961 (girone E)

### Competizioni giovanili
- Campionato Nazionale Under-17: 1

2015-2016 (Lega Pro)

## Statistiche e record

### Partecipazione ai campionati
| Livello | Categoria                       | Partecipazioni | Debutto   | Ultima stagione | Totale |
| ------- | ------------------------------- | -------------- | --------- | --------------- | ------ |
| 2º      | Seconda Divisione               | 2              | 1922-1923 | 1923-1924       | 6      |
| 2º      | Serie B                         | 4              | 1933-1934 | 1954-1955       | 6      |
| 3º      | Seconda Divisione               | 2              | 1927-1928 | 1928-1929       | 38     |
| 3º      | Prima Divisione                 | 4              | 1929-1930 | 1932-1933       | 38     |
| 3º      | Serie C                         | 17             | 1937-1938 | 1967-1968       | 38     |
| 3º      | Serie C1                        | 9              | 1984-1985 | 2006-2007       | 38     |
| 3º      | Lega Pro Prima Divisione        | 4              | 2010-2011 | 2013-2014       | 38     |
| 3º      | Lega Pro                        | 2              | 2014-2015 | 2015-2016       | 38     |
| 4º      | Serie D                         | 15             | 1961-1962 | 2018-2019       | 34     |
| 4º      | Serie C2                        | 17             | 1978-1979 | 2007-2008       | 34     |
| 4º      | Lega Pro Seconda Divisione      | 2              | 2008-2009 | 2009-2010       | 34     |
| 5º      | Campionato Nazionale Dilettanti | 1              | 1997-1998 | 1997-1998       | 3      |
| 5º      | Serie D                         | 2              | 1999-2000 | 2000-2001       | 3      |

In 81 stagioni trascorse disputando i campionati delle leghe calcistiche nazionali della FIGC attuali e passate: la Lega Calcio, la Lega Serie B, la Lega Pro, la Lega di IV Serie, la Lega Alta Italia, il DDS, il DDIN, la Lega Nord, la Serie D. Dal conteggio sono dunque esclusi tutti i campionati organizzati su base regionale.

### Partecipazione alle coppe
| Competizione                    | Partecipazioni | Debutto   | Ultima stagione | Totale |
| ------------------------------- | -------------- | --------- | --------------- | ------ |
| Coppa Italia                    | 7              | 1937-1938 | 2015-2016       | 7      |
| Coppa Italia Semiprofessionisti | 3              | 1978-1979 | 1980-1981       | 34     |
| Coppa Italia Serie C            | 23             | 1981-1982 | 2007-2008       | 34     |
| Coppa Italia Lega Pro           | 8              | 2008-2009 | 2015-2016       | 34     |
| Coppa Italia Serie D            | 4              | 1999-2000 | 2018-2019       | 4      |
| Poule Scudetto                  | 1              | 2000-2001 | 2000-2001       | 1      |

### Statistiche individuali
Il miglior marcatore del Pavia è Omar Nordi che ha segnato 75 reti con la maglia azzurra.

## Tifoseria

### Storia
Il tifo organizzato a Pavia nasce negli anni settanta. I primi ad entrare in scena sugli spalti del Fortunati furono i Fedelissimi, che più che un gruppo ultras rappresentava un club di tifosi. I primi nuclei di tifo organizzato vero e proprio nascono nel 1978 con i gruppi Vivai Ultras e Commando Ultrà.
All'inizio degli anni ottanta il comando della curva passa ai Forever Fighters, un gruppo massiccio e compatto che dà vita al periodo d'oro del movimento ultras nella città lombarda. Nel 1981 i Fighters vengono affiancati dal nuovo gruppo degli Indians Rebels, che con il passare del tempo conquistano il controllo della curva. Altri gruppi degni di nota di quel periodo erano Gioventù Azzurra, White Blue Supporters, Skizzati, Flip Out.
A partire dal 1992 il declino del calcio nella città pavese porta pesanti conseguenze sul tifo organizzato e gli Indians rimangono l'unico gruppo organizzato mentre tutti gli altri scomparvero dalla scena nel giro di poco.
Agli inizi del nuovo millennio gli Indians vengono affiancati da numerosi gruppi e sezioni: Gruppo Lercio, Skonvolts, Pavia 1911 Crew, Sezione Scala, Sezione Oltrepò, Centro Storico.
Durante gli ultimi due anni di gestione del presidente Calisti si è ridimensionato notevolmente l'entusiasmo della tifoseria, portando anche allo scioglimento del gruppo portante della curva, gli Indians, nel 2007, a causa di provvedimenti daspo e mancanza di ricambio generazionale. Nel 2013 nascono i Ticinum Papiae, gruppo però sciolto all'inizio della stagione 2015-2016. Attualmente gli unici gruppi sono i Sioux e i M.U.G.
Durante il girone di ritorno della stagione 2014-2015 gli ultras biancazzurri sono potuti ritornare nella Curva Sud dello stadio Pietro Fortunati. Questo settore ha ospitato il cuore del tifo pavese per tutti gli anni '70, '80 e '90 fino al 2002 quando diventò settore dedicato alla tifoseria ospite.

### Gemellaggi e rivalità
Le storiche amicizie erano con i Sanitarium della Cremonese, e con gli scomparsi Ultras Ghetto della Reggiana. Negli ultimi anni sono nati gemellaggi ufficiali con gli ultras della Sangiovannese, con gli ultras del Cittadella, con gli ultras del Poggibonsi e amicizie con gli ultras del Sorrento, della Salernitana e del Ravenna. In ambito internazionale vige un'amicizia anche con gli ultras svizzeri del Chiasso e con gli spagnoli del Cadice.
Rapporti di rivalità si registrano nei confronti dei supporters di Novara, Vogherese, Alessandria, Piacenza, Pro Vercelli, Mantova, Trento, Varese, Casale, Derthona, Fanfulla, Legnano, Pro Patria, Saronno, Pro Sesto, SPAL e  Savona.

## Attività polisportiva

### Sezione femminile
Nella stagione 2017-2018 il club ha istituito una sua formazione calcistica femminile, che ha debuttato nel campionato di Serie D; la prima stagione viene conclusa col 10º posto nel girone A, a seguito del quale arriva la retrocessione in Promozione. La Stagione seguente la formazione guidata da Mister Corrado Martinotti con la regia di Katiuscia Niscardi (Responsabile) e Alessandro Albani (Direttore Sportivo) vince la Promozione e approda in Eccellenza.
Nell'estate del 2019, con la cessione di proprietà, la sezione femminile viene rilevata dalla società Pavia Academy del presidente Giorgio Benaglia, che nel giro di pochi anni scalando le varie categorie arriva a conquistare la promozione in Serie B.